# RFL Championship 1926-27
La Northern Rugby Football League de 1926-27 fue la 32.º edición del torneo de rugby league más importante de Inglaterra.

## Formato
Las divisiones 1 y 2 fueron combinadas, enfrentándose a nivel de los condados de Lancashire y Yorkshire y posteriormente confeccionado una tabla global, esto provocó que los equipos enfrentaran una cantidad desigual de encuentros.
Posteriormente los cuatro mejores clasificados según el porcentaje de victorias clasificaron a las semifinales.
Se otorgaron 2 puntos por cada victoria, 1 por el empate y 0 por la derrota.

## Desarrollo

### Tabla de posiciones
| Pos. | Equipo               | Encuentros | Encuentros | Encuentros | Encuentros | Tantos | Tantos | Puntos | Porcentaje de triunfos |
| Pos. | Equipo               | PJ         | PG         | PE         | PP         | F      | C      | Puntos | Porcentaje de triunfos |
| ---- | -------------------- | ---------- | ---------- | ---------- | ---------- | ------ | ------ | ------ | ---------------------- |
| 1    | St Helens Recs       | 38         | 29         | 3          | 6          | 544    | 235    | 61     | 80.26                  |
| 2    | Swinton              | 38         | 29         | 2          | 7          | 471    | 275    | 60     | 78.98                  |
| 3    | Wigan                | 40         | 29         | 0          | 11         | 691    | 366    | 58     | 72.5                   |
| 4    | St. Helens           | 34         | 23         | 1          | 10         | 538    | 283    | 47     | 69.11                  |
| 5    | Hull                 | 38         | 25         | 1          | 12         | 434    | 317    | 51     | 67.1                   |
| 6    | Hull Kingston Rovers | 36         | 21         | 5          | 10         | 456    | 244    | 47     | 65.27                  |
| 7    | Leigh                | 36         | 23         | 1          | 12         | 404    | 331    | 47     | 65.27                  |
| 8    | Rochdale Hornets     | 36         | 23         | 0          | 13         | 378    | 285    | 46     | 63.88                  |
| 9    | Leeds                | 40         | 23         | 1          | 16         | 582    | 371    | 47     | 58.75                  |
| 10   | Hunslet FC           | 42         | 24         | 1          | 17         | 533    | 380    | 49     | 58.33                  |
| 11   | Featherstone Rovers  | 38         | 21         | 1          | 16         | 504    | 369    | 43     | 56.57                  |
| 12   | Dewsbury Rams        | 38         | 20         | 3          | 15         | 344    | 284    | 43     | 56.57                  |
| 13   | Oldham               | 38         | 19         | 4          | 15         | 489    | 346    | 42     | 55.26                  |
| 14   | Halifax              | 40         | 19         | 4          | 17         | 411    | 289    | 42     | 52.5                   |
| 15   | Wakefield Trinity    | 36         | 17         | 3          | 16         | 386    | 330    | 37     | 51.38                  |
| 16   | Warrington           | 38         | 18         | 1          | 19         | 409    | 524    | 37     | 48.68                  |
| 17   | Barrow Raiders       | 38         | 18         | 0          | 20         | 311    | 412    | 36     | 47.36                  |
| 18   | York FC              | 36         | 16         | 1          | 19         | 368    | 519    | 33     | 45.83                  |
| 19   | Batley Bulldogs      | 36         | 14         | 2          | 20         | 317    | 325    | 30     | 41.66                  |
| 20   | Salford              | 36         | 14         | 2          | 20         | 306    | 353    | 30     | 41.66                  |
| 21   | Broughton Rangers    | 36         | 14         | 1          | 21         | 369    | 392    | 29     | 40.27                  |
| 22   | Keighley Cougars     | 36         | 14         | 1          | 21         | 242    | 469    | 29     | 40.27                  |
| 23   | Huddersfield         | 40         | 16         | 0          | 24         | 414    | 562    | 32     | 40                     |
| 24   | Widnes               | 34         | 11         | 0          | 23         | 283    | 479    | 22     | 32.35                  |
| 25   | Wigan Highfield      | 34         | 9          | 1          | 24         | 239    | 383    | 19     | 27.94                  |
| 26   | Bramley RLFC         | 36         | 8          | 1          | 27         | 200    | 636    | 17     | 23.61                  |
| 27   | Pontypridd RLFC      | 32         | 7          | 1          | 24         | 223    | 447    | 15     | 23.43                  |
| 28   | Bradford Northern    | 36         | 6          | 0          | 30         | 288    | 652    | 12     | 16.66                  |
| 29   | Castleford           | 36         | 5          | 1          | 30         | 274    | 550    | 11     | 15.27                  |

|  | Semifinalistas. |

### Semifinales
| 1927 | St Helens Recreation | 33 - 0 | St Helens |  |  |

| 1927 | Swinton | 23 - 3 | Wigan |  |  |

### Final
| 1927 | Swinton | 13 - 3 | St Helens Recreation |  |  |

| Bandera de Inglaterra |
| Campeón Swinton Lions |
| Primer título         |